# 長野県立茅野高等学校
もしかして
- 長野県茅野高等学校

ではありませんか？